# Bataille du Cratère
Guerre de Sécession
Batailles
Campagne de Richmond-Petersburg
- 1re Petersburg
- 2e Petersburg
- Jerusalem Plank Road
- Raid de Wilson–Kautz
- Stauton River Bridge
- Sappony Church
- 1re Ream's Station
- 1re Deep Bottom
- Cratère
- 2e Deep Bottom
- Globe Tavern
- 2e Ream's Station
- Raid de Beefsteak
- Chaffin's Farm
- Peebles' Farm
- Vaughan Road
- Darbytown & New Market Roads
- Darbytown Road
- Fair Oaks & Darbytown Road
- Boydton Plank Road
- Bataille de Trent's Reach
- Hatcher's Run
- Fort Stedman

La bataille du Cratère est un épisode du siège de Petersburg, durant la guerre de Sécession. Il a lieu le 30 juillet 1864, en Virginie et voit les sudistes repousser une attaque nordiste succédant à l'explosion d'un tunnel de sape.
Les nordistes font exploser une mine sous les lignes sudistes mais ne peuvent exploiter le résultat de l'explosion, leurs unités se retrouvant piégées au fond du cratère créé. Le général Grant en dira que c'est l'affaire la plus lamentable à laquelle il lui ait été donné d'assister. Les confédérés se rétablissent rapidement et lancent plusieurs contre-attaques menées par le brigadier général William Mahone. La brèche est comblée, et les forces de l'Union repoussées avec des pertes sévères . La division de soldats noirs du brigadier général Edward Ferrero est taillée en pièce. C'était vraisemblablement la meilleure chance de Grant de mettre un terme au siège de Petersburg. Au lieu de cela, les soldats s'installent pour huit mois supplémentaires de combats de tranchées. Burnside est relevé de son commandement pendant le reste de la guerre pour son rôle dans la débâcle, et il ne reprendra plus un commandement.

## Le contexte

### Contexte militaire
Au lendemain des batailles de la Wilderness, Spotsylvania et Cold Harbor, Grant mit le siège devant la ville de Petersburg, Virginie. Les armées respectives se fortifièrent derrière de profondes lignes de tranchées s'étendant sur 32 kilomètres, depuis la capitale sudiste, Richmond, jusqu'à Petersburg elle-même.
Le général Lee repoussa une tentative de l'armée de l'Union visant à prendre d'assaut Petersburg le 15 juin 1864.
Grant, désireux de sortir de l'impasse mais ne tenant pas à subir un nouveau massacre en attaquant frontalement des positions fortifiées ennemies, chercha dès lors une solution originale. Celle-ci fut proposée par le lieutenant-colonel Henry Pleasants (en), ingénieur des mines. Elle consistait à creuser un long tunnel sous les positions de l'armée des États confédérés puis à y placer de fortes charges explosives qui réduiraient les ouvrages confédérés en poussière lors de la mise à feu. L'explosion, non seulement, tuerait de nombreux défenseurs, mais aussi, ouvrirait une large brèche dans les lignes sudistes. En agissant avec célérité, les fédéraux espéraient s'engouffrer profondément dans le dispositif ennemi et provoquer la chute de Petersburg.
Le général Burnside, qui avait essuyé un désastre en 1862 à Fredericksburg, fut chargé de l'opération.

## Préparation

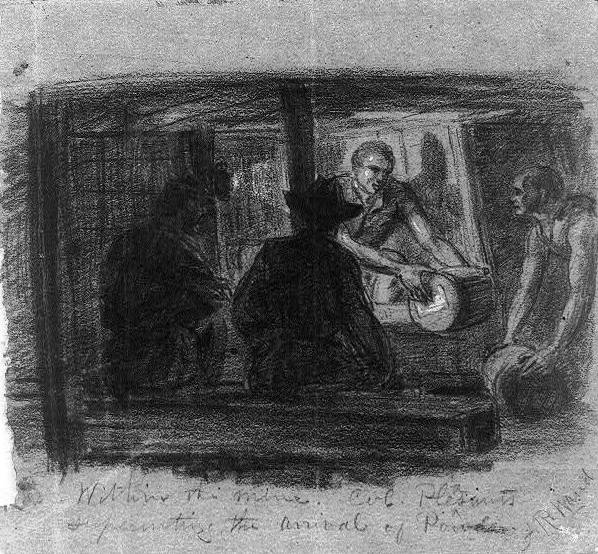
Croquis contemporain du colonel Plaisants supervisant le placement de la poudre dans la mine.

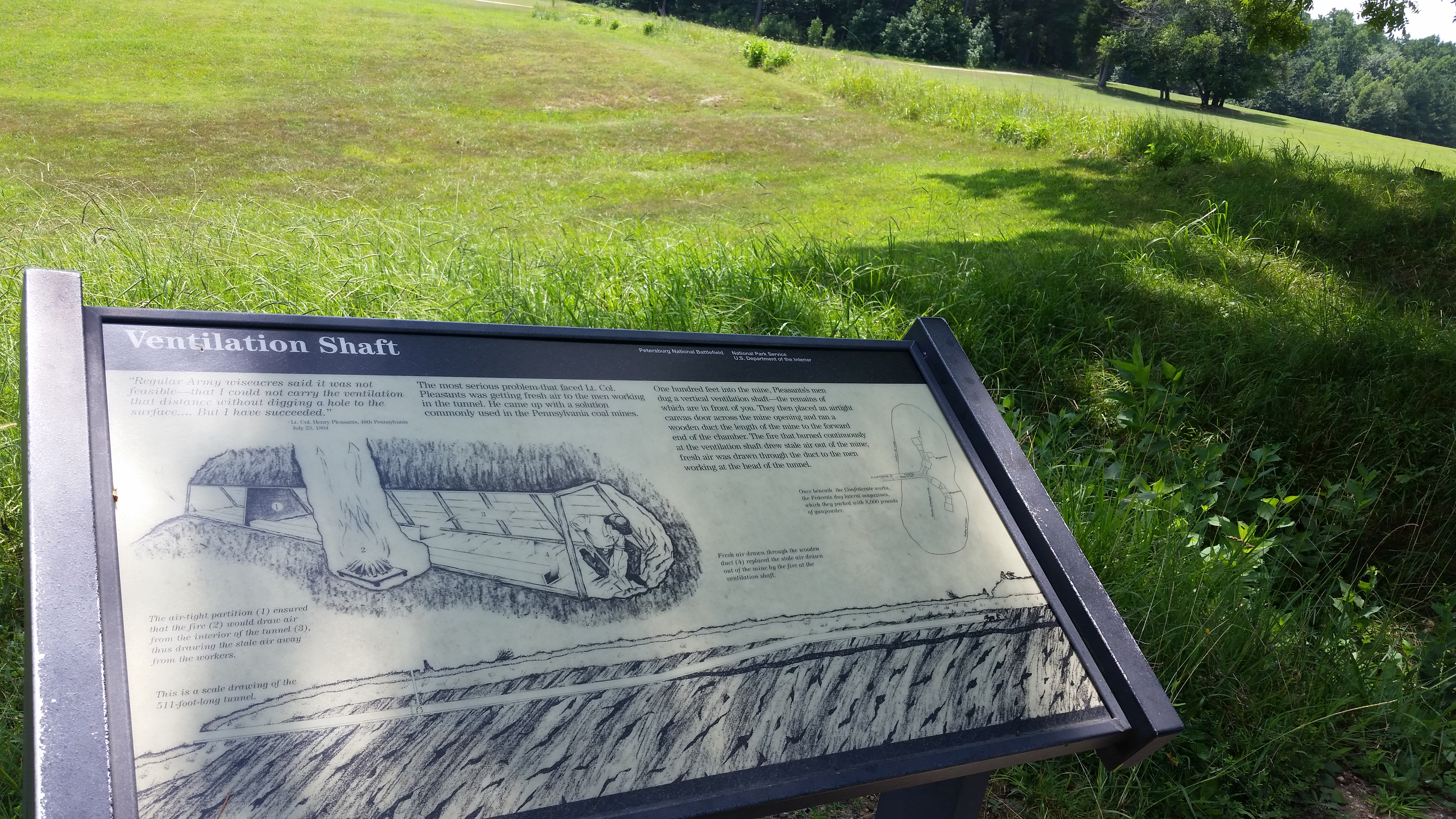
Marquer du service des parcs nationaux décrivant les détails de la mine

Les travaux d'excavation débutèrent en juin 1864. Rapidement toutefois, Grant et Meade doutèrent de l'efficacité réelle du projet. Ils se désintéressèrent vite des travaux et Pleasants se retrouva rapidement dénué de moyens. Le bois, nécessaire à la construction de la galerie, manqua rapidement.
Les travaux se poursuivirent toutefois. La terre fut évacuée manuellement. Les poutres nécessaires à l'étançonnage furent prélevées sur un moulin abandonné de même que sur un pont voisin. Des galeries de ventilation furent même construites par endroits.
Le 17 juillet, les travaux atteignirent un pont situé sous les lignes sudistes. Les confédérés eurent vent des travaux en cours mais Lee ne voulut pas les prendre au sérieux, deux semaines durant. Plus tard, il porta davantage d'attention aux rumeurs mais les sudistes ne purent découvrir l'ouvrage. Le général sudiste Pegram, dont les pièces d'artillerie surplombaient le lieu prévu pour l'explosion, prit toutefois la précaution d'établir de nouvelles lignes de tranchées en arrière de ses positions.
La galerie de mine proprement dite mesurait 156 mètres de long. L'entrée était large de 1 mètre et haute de 1,40 mètre. Grant et Meade décidèrent d'utiliser cette galerie trois jours après la fin des travaux de construction et ce de manière assez précipitée, de nouveaux assauts terrestres ayant été repoussés.
Les fédéraux placèrent quatre tonnes de poudre à canon à environ six mètres en dessous des positions sudistes. Le 28 juillet, les charges furent armées.

## Déroulement du combat

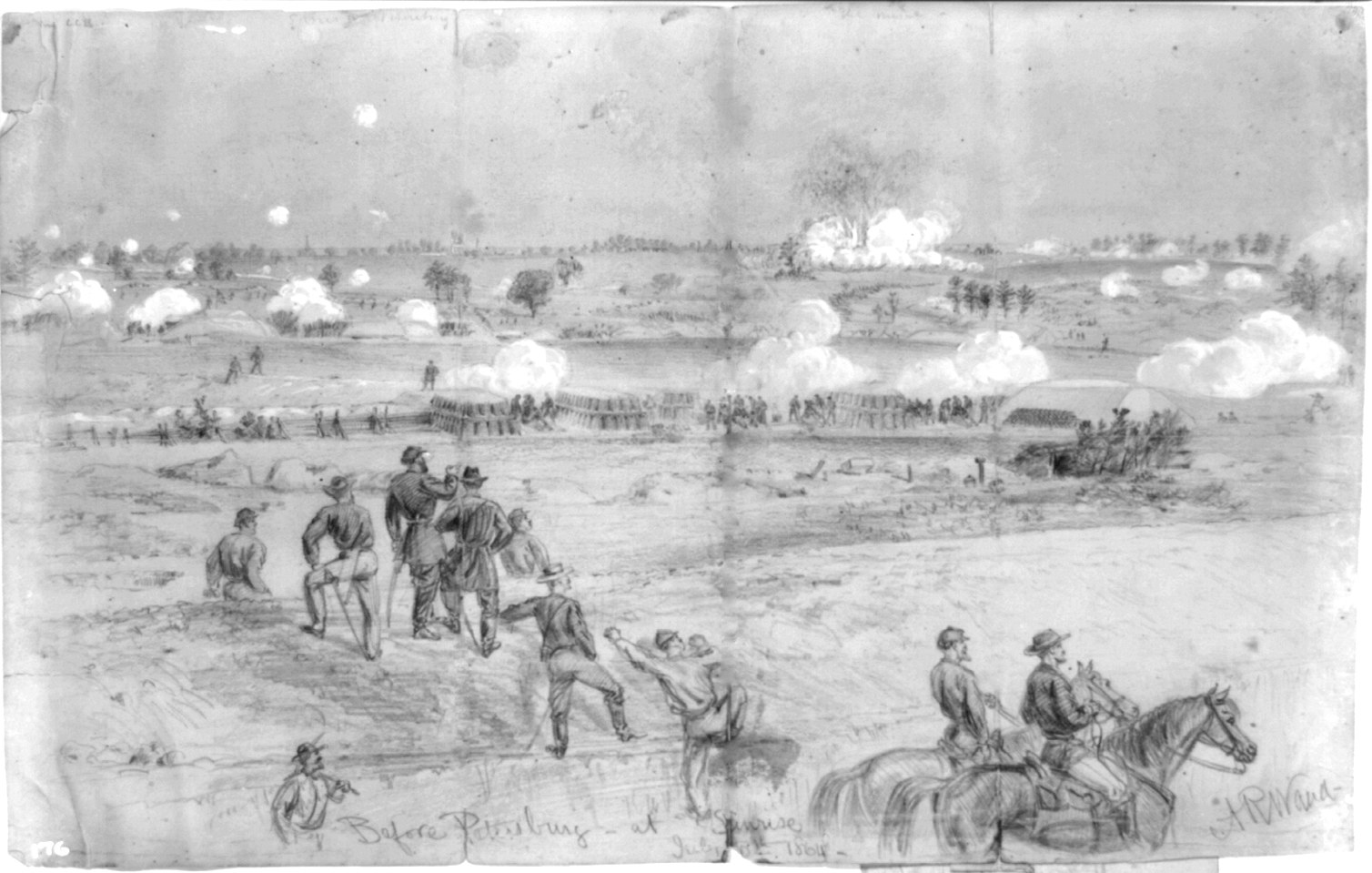
Croquis de l'explosion vue de la ligne Union.

Au matin du 30 juillet 1864, les charges furent mises à feu mais aucune explosion ne se produisit. Deux volontaires entrèrent dans la galerie pour constater que les détonateurs avaient mal fonctionné et en placer de nouveaux. Finalement, à 4 h 44, les charges explosèrent, détruisant les positions qui les surplombaient. Un cratère, encore visible aujourd'hui, se créa, long de 52 mètres, large de 24 et profond de 9. Entre 250 et 350 sudistes furent tués instantanément.
L'attaque en elle-même s'avéra mal coordonnée, essentiellement du fait d'une intervention de Meade la veille. Burnside avait prévu de mener l'assaut avec une division de soldats noirs placée sous les ordres du général Ferrero. Les flancs de ce dernier auraient été protégés par deux divisions « blanches ». Meade, peu confiant, ordonna à Burnside de ne pas engager les Noirs dans un assaut qui, selon lui, ne pouvait réussir. Meade craignait surtout qu'un sacrifice inutile de soldats noirs soit suivi de sérieuses répercussions politiques au Nord. Burnside fut donc contraint d'engager une division de soldats blancs mais l'officier dirigeant celle-ci, Ledlie (en), ne donna aucune instruction à ses troupes et partit s'enivrer à l'arrière des lignes. Ledlie fut d'ailleurs destitué après la bataille.
La division Ledlie, mal informée, se lança à l'assaut. Au lieu de contourner le cratère, elle y plongea directement, perdant un temps précieux que les confédérés mirent à profit pour se réorganiser.
En moins d'une heure, les sudistes reformèrent leurs lignes autour du cratère et déversèrent contre celui-ci de nombreux projectiles d'artillerie et d'armes légères. Le massacre qui s'ensuivit fut décrit par un général sudiste, Mahone, comme « un tir aux pigeons ».
L'assaut échoua donc rapidement mais Burnside, au lieu d'en tirer les leçons, lança les Noirs de Ferrero dans l'affrontement. Eux aussi, plongèrent dans le cratère pour y être, quatre heures durant, soumis aux tirs ennemis. Quelques nordistes parvinrent bien à s'extraire du cratère et à faire mouvement vers les arrières sudistes mais ils furent rapidement repoussés par une contre-attaque.

## Conséquences

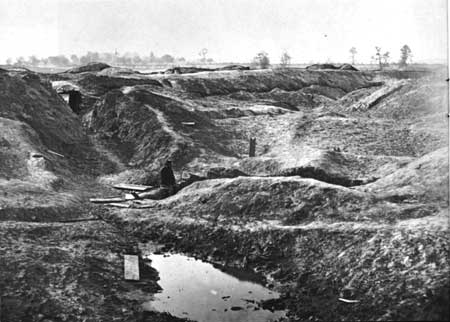
Le cratère avec un soldat de l'Union en 1865.

La bataille du Cratère coûta 1 032 soldats aux sudistes. L'Union perdit environ 5 300 combattants, dont la moitié de Noirs. Il y eut 500 prisonniers fédéraux, dont 150 Noirs.
Burnside fut relevé de son commandement. Meade, véritable responsable du désastre, ne fut pas sanctionné. Pleasants, qui avait conçu le projet mais ne participa pas à la bataille, fut félicité et nommé général de brigade en mars 1865. Grant, pour sa part, déclara : « Ce fut la plus triste affaire à laquelle j'ai assisté dans cette guerre ».
La bataille du Cratère fut le dernier véritable succès sudiste de la guerre. Mais ce fut surtout un succès tactique et sans lendemain. Stratégiquement parlant, la situation à l'Est demeura inchangée. Les deux camps se fortifièrent davantage dans d'inextricables réseaux de tranchées et Richmond ainsi que Petersburg demeurèrent assiégées.

## Culture

### Filmographie
On peut avoir un aperçu de cette bataille au début du film Retour à Cold Mountain (2003, de Anthony Minghella).

### Bande dessinée
- Tome 63 de la série Les Tuniques Bleues : La Bataille du Cratère